# Tamazula de Victoria
Pour les articles homonymes, voir Tamazula de Victoria.
Tamazula de Victoria est une petite ville et le chef-lieu de la municipalité de Tamazula dans l'état de Durango, au nord-ouest du Mexique, à proximité des montagnes de la Sierra Madre Occidental. La ville est située à environ 1,5 heure à l'est de Culiacán, Sinaloa. Le général Guadalupe Victoria, le premier président du Mexique, y est né, d'où le nom. Son nom officiel est Tamazula de Victoria. En 2010, la ville avait une population de 2337 habitants.
Les subdivisions de la ville de Tamazula sont:
Amaculi, Los Remedios, El Chicural, El Cocoyole, Chacala, El Llano, El Comedero, Las Juntas, Las Quebradas, El Río, Pueblo Viejo, El Carrizo, Otatitlán, Las Coloradas, La Nonte, El Cajón, La Mesa del Rodeo, El Durazno, la Alameda, Santa Gertrudis, et El Tecuán.

## Climat
| Mois                                  | jan.     | fév.     | mars      | avril     | mai       | juin      | jui.      | août      | sep.      | oct.      | nov.      | déc.      | année |
| ------------------------------------- | -------- | -------- | --------- | --------- | --------- | --------- | --------- | --------- | --------- | --------- | --------- | --------- | ----- |
| Température minimale moyenne (°C)     | 10,1     | 10,3     | 11,2      | 13,9      | 17,5      | 22,6      | 23,2      | 22,9      | 22,5      | 19,3      | 14,1      | 11,4      | 16,6  |
| Température moyenne (°C)              | 19,5     | 20,4     | 21,7      | 24,3      | 27,3      | 30        | 29,1      | 28,4      | 28,1      | 26,6      | 23        | 20,4      | 24,9  |
| Température maximale moyenne (°C)     | 29       | 30,5     | 32,2      | 34,7      | 37        | 37,4      | 35        | 34        | 33,6      | 33,8      | 32        | 29,4      |       |
| Record de froid (°C) date du record   | 8,2 1980 | 6,9 1960 | 8,7 1962  | 9,6 2005  | 14,6 1975 | 17,2 2008 | 21,5 1984 | 21,2 2008 | 20,8 1984 | 16,5 1970 | 9,2 1979  | 8,6 1973  |       |
| Record de chaleur (°C) date du record | 33 1994  | 35 1994  | 36,5 1995 | 39,1 1995 | 40,2 1958 | 41 1995   | 39,1 1995 | 39,2 1958 | 35,6 1982 | 37,4 1979 | 34,8 1965 | 33,6 1977 |       |
| Précipitations (mm)                   | 35,3     | 18,5     | 4         | 4,5       | 4,8       | 75,8      | 284,8     | 250,7     | 178,3     | 66,8      | 27,2      | 42,5      | 993,2 |
| Nombre de jours avec précipitations   | 6        | 3,5      | 1,7       | 1,1       | 0,7       | 7         | 20,4      | 19,1      | 15,3      | 7         | 4,2       | 6,2       | 92,2  |

| Diagramme climatique                                  |              |           |             |           |              |             |             |               |              |            |              |
| J                                                     | F            | M         | A           | M         | J            | J           | A           | S             | O            | N          | D            |
| 2910,135,3                                            | 30,510,318,5 | 32,211,24 | 34,713,94,5 | 3717,54,8 | 37,422,675,8 | 3523,2284,8 | 3422,9250,7 | 33,622,5178,3 | 33,819,366,8 | 3214,127,2 | 29,411,442,5 |
| Moyennes : • Temp. maxi et mini °C • Précipitation mm |              |           |             |           |              |             |             |               |              |            |              |